# 公安机关警务辅助人员
公安机关警务辅助人员，简称辅警、协警，是中华人民共和国依照《关于规范公安机关警务辅助人员管理工作的意见》设立的、参照《公安机关人民警察纪律条令》管理的机关事业单位临时聘用人员。
由于中国大陆警力不足，为了维护治安而组建的辅警队伍，由民间义务和职业化的半专业两部分组成，由公安机关直接管理和指挥，主要用于社会联防巡逻。装备配置介于保安与正规民警之间，如只会配备警棍但不会配备其他警械或武器，以实际工作所需为准。
辅警没有独立执法的授权法源，必须在现场有民警带领及监督下才能进行身份证查验等工作，否则公民有权拒绝配合，且不能从事调查取证、责任认定、出具报告等工作。
辅警主要来源于本地人，或部分有志于警务的外地人，民间义务是利用业余时间参与社会治安防控工作，本身有自己的正式职业，职业化的半专业辅警，则采用合同制，一般签约在一年以上，三年以下，使辅警成为一种职业，薪資採地方財政撥發，也有無薪的義務志願者。
公安机关需要为辅警办理五险一金、意外伤害险，在加班时应当给与对应报酬，2018年新规改革后辅警任职三年以上有一定机会转正式警察，但通常不会签约超过三年。在一些交通协管或流动性大的岗位，或在举办演唱会、展览会急缺人手时，也有聘用工资当天日结的短工情况。
和新加坡辅警权责可以较大不同的是，中国大陆境内允许持枪执勤的运钞车武装力量虽然不是警察，但必须是由公安部门派驻或由公安部门全资控股的安保公司负责，一般为警校毕业生或退伍军人。

## 警衔 (四川省)
|            |            |            |          |          |          |          |
| 一级辅警长 | 二级辅警长 | 三级辅警长 | 一级辅员 | 二级辅员 | 三级辅员 | 实习辅警 |